# Agrodiaetus ninae
Agrodiaetus ninae är en fjärilsart som beskrevs av Forster 1956. Agrodiaetus ninae ingår i släktet Agrodiaetus och familjen juvelvingar. Inga underarter finns listade i Catalogue of Life.